# Isaiah Berlin
Sir Isaiah Berlin OM CBE FBA (Riga, 1909. június 6. – Oxford, 1997. november 5.) orosz-brit társadalom- és politikafilozófus és eszmetörténész, a liberalizmus politikai filozófiájának jelentős huszadik századi képviselője. Nevéhez fűződik a politikai értelemben vett szabadság két felfogásának, a pozitív és a negatív szabadságfogalomnak a leírása és elemzése.

## Munkássága
Noha élete során egyre inkább idegenkedett attól, hogy publikálásra írjon, rögtönzött előadásait és beszédeit időnként rögzítették és leírták, és sok szóbeli eszmefuttatását publikált esszékké és könyvekké alakították át, mind ő maga, mind mások, különösen Henry Hardy, aki 1974-től főszerkesztőjeként dolgozott.
Rigában (amely abban az időben az Orosz Birodalom része volt) született 1909-ben. Hatéves korában az oroszországi Szentpétervárra költözött, ahol tanúja volt az 1917-es forradalmaknak. 1921-ben családjával az Egyesült Királyságba ment, ahol a londoni St Paul's Schoolban és az oxfordi Corpus Christi College-ban tanult. 1932-ben, huszonhárom évesen Berlint az oxfordi All Souls College ösztöndíjasává választották. Saját munkája mellett Ivan Turgenyev műveit fordította oroszról angolra, és a második világháború alatt a brit diplomáciai szolgálatnak dolgozott. 1957 és 1967 között a társadalom- és politikaelmélet Chichele professzora volt az Oxfordi Egyetemen. 1963 és 1964 között az Arisztotelész Társaság elnöke volt. 1966-ban kulcsszerepet játszott az oxfordi Wolfson College létrehozásában, és annak alapító elnöke lett. Berlint 1946-ban megkapta a CBE címet, 1957-ben lovaggá ütötték, 1971-ben pedig az Order or Merit kitüntetést adományozták neki. 1974 és 1978 között a Brit Akadémia elnöke volt. A polgári szabadságjogok élethosszig tartó védelméért 1979-ben megkapta a Jeruzsálem Díjat is, 1994. november 25-én pedig a Torontói Egyetemen megkapta a jogi doktor tiszteletbeli fokozatát, mely alkalomra „rövid credót” készített (ahogy ő nevezte egy barátjának írt levélben), amely ma „Üzenet a huszonegyedik századnak” néven ismert, amelyet az ő nevében kellett felolvasni az ünnepségen.
Évente tartanak róla elnevezett Isaiah Berlin előadásokat a Hampstead zsinagógában, az oxfordi Wolfson College-ban, a Brit Akadémián és Rigában. Berlin gondolatai a liberalizmus elméletéről és a pluralizmusról, valamint a marxizmussal és a kommunizmussal szembeni kritikájái tartós hatást gyakoroltak a politikafilozófiára.

## Gyermekkor

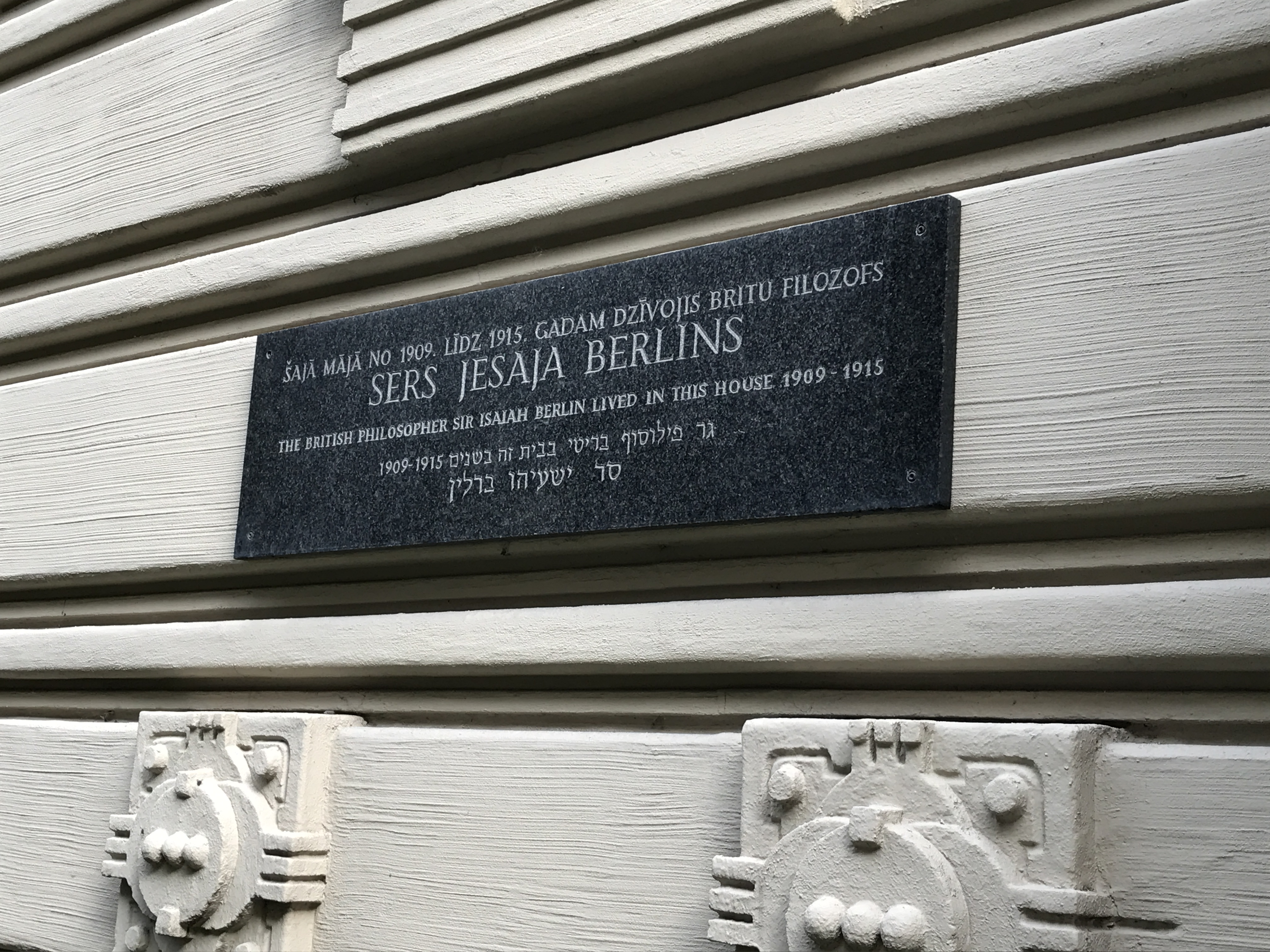
Berlin gyermekkori otthonát jelző emléktábla (tervezte Mihail Eisenstein) Rigában, lett, angol és héber nyelven gravírozva: „Ebben a házban élt Sir Isaiah Berlin brit filozófus 1909–1915”

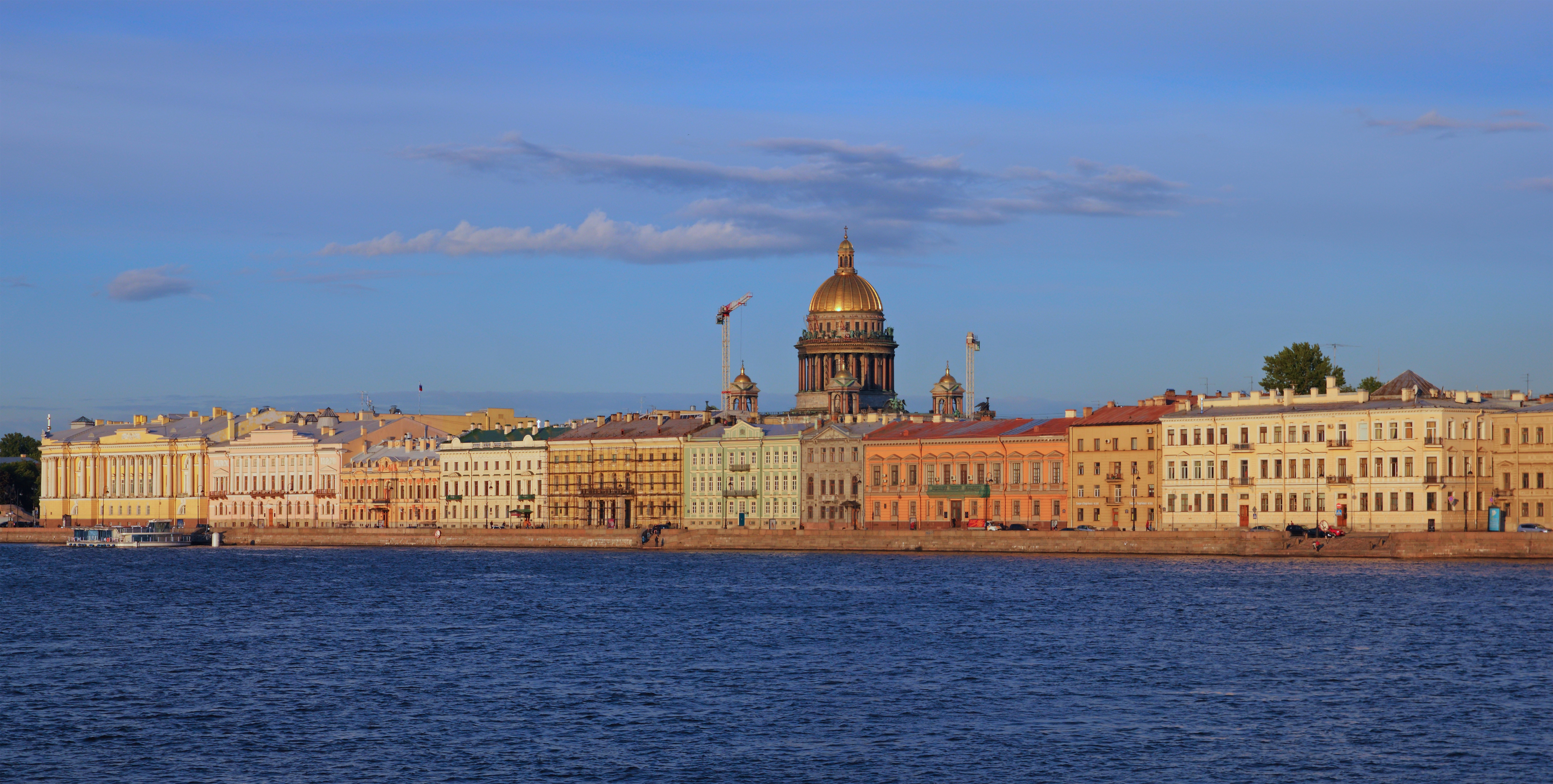
Az Angliyskaya rakpart Szentpéterváron, ahol Berlin gyermekként élt az orosz forradalmak idején

Berlin 1909 június 6-án született egy gazdag zsidó család egyetlen fiaként. Apja Mendel Berlin, fakereskedő volt (és közvetlen leszármazottja a Chabad hászidizmus alapítójának, Shneur Zalmannak). Édesanyja leánykori nevén Marie Volshonok.  Családjának volt egy faipari vállalata, amely az egyik legnagyobb volt a Balti régióban, valamint erdői Oroszországban, amelyekből a fát a Daugava folyón úsztatták le a rigai fűrészmalmokba. Mivel édesapja, aki a rigai fakereskedők egyesületének vezetője is volt, a cégénél való munka közben gyakran kapcsolatba került nyugati vállalatokkal, nem csak jiddisül, oroszul és németül beszélt, hanem franciául és angolul is. Édesanyja, Marie (Musya) Volshonok az orosz mellett folyékonyan beszélt jiddisül és lettül is.
Berlin életének első hat évét Rigában töltötte, majd Andreapolban (egy Pszkov melletti fakereskedelemmel foglalkozó kisvárosban, amely gyakorlatilag teljes egészében a családi vállalkozás tulajdonában volt), és Petrográdban (ma Szentpétervár) élt. Petrográdban a család először a Vasziljevszkij-szigeten, majd a szárazföldi Angliiskii Prospekton élt. Az Angliiskii Prospekten megosztották a házukat más bérlőkkel, köztük Rimszkij-Korszakov lányával, a finn ügyek miniszterhelyettesével és Emeretinszkij hercegnővel. Az 1917-es októberi forradalom kitörésével az épület bérlőinek sorsa gyorsan megfordult, így Emeretyinszkij hercegnőnek és Rimszkij-Korszakov lányának is hamarosan az épület kályháinak begyújtása és az udvarok seprése lett a feladata. Berlin a lakása ablakaiból és a nevelőnőjével folytatott sétái során szemtanúja volt mind a februári mind az októberi forradalomnak, és végignézte a Téli Palota előtti téren felvonuló tüntetők tömegét.
A februári forradalom egy gyermekkori emléke megalapozta benne az erőszakkal szemben való egész életen át tartó ellenállását:
Nos nagyjából hét és fél éves lehettem akkoriban vagy talán egy kicsit több és akkor - említettem már Önnek azt a borzalmas jelenetet amikor egy rendőrt elhurcoltak - illetve nem is rendőr volt hanem egy mesterlövész a tetőről - tehát elhurcolta egy lincselő tömeg [...] A forradalom korai időszakában csak a rendőrök maradtak hűek a cárhoz, a "fáraon", ahogy akkor hívták őket, de én sose láttam ezt a szót az orosz forradalomról szóló történelmi írásokban. Pedig léteztek, és lőttek az emberekre háztetőkről vagy erkélyekről. Egy ilyen embert láttam, egy "fáraont" [...]. Ez nincs benne a könyvekben pedig igaz. És rálőttek a felkelőkre a háztetőkről meg az erkélyekről meg ilyenek. És ezt az embert lerángatta a tömeg és nyilván nem várt rá valami kellemes sors, és láttam ahogy vergődik egy nagyjából húszfős tömeg közepén [...] Ez az élmény elültetett bennem egy permanens rettegést az erőszaktól ami a mai napig tart.
Mivel a család egyre elnyomóbbnak érezte a bolsevik uralom alatti életet, amely a családot burzsoázia részének tartotta, 1920. október 5-én Petrográdból Rigába költöztek, de az ottani antiszemitizmus és a lett hatóságokkal kapcsolatos nehézségek miatt végül 1921 elején Nagy-Britannia felé vették az irányt (Mendel januárban, Isaiah és Marie február elején), amikor Berlin tizenegy éves volt. Londonban a család először Surbitonban szállt meg, ahol Berlint az Arundel House-ba küldték előkészítő iskolába, majd egy éven belül házat vásároltak Kensingtonban, hat évvel később pedig Hampsteadben .
Berlin anyanyelve az orosz volt, és érkezésekor gyakorlatilag egyáltalán nem tudott angolul de nagyjából egy év alatt, 12 éves korára tökéletesen elsajátította a nyelvet. Az orosz és az angol mellett folyékonyan beszélt még franciául, németül és olaszul, és tudott héberül, latinul és ógörögül is. Folyékony angolsága ellenére, idősebb korában Berlin oxfordi angol akcentusa egyre inkább oroszosan hangzott, főleg a magánhangzóiban. Valahányszor angol filozófusként hivatkoztak rá, Berlin mindig kitartott amellett, hogy ő örökké orosz zsidó marad: „Orosz zsidó vagyok Rigából, és az Angliában eltöltött évek nem változtathatnak ezen. Szeretem Angliát, itt jól bántak velem, és sok mindent nagyra tartok az angol életben, de orosz zsidó vagyok; így születtem, és ilyen is maradok életem végéig." 

## Tanulmányai
Berlin a londoni St Paul's Schoolban tanult. Michael Bonavia brit író, akivel együtt járt az iskolába, így ír róla:
elképesztő sikereket ért el az iskolai vitaklubban és a diákönkormányzatnál. Társai nem tudták követni gyors gondolatmenetét és utalásait olyan szerzőkre akikről ők még sosem hallottak. Ennek ellenére nem neheztelt rá senki, mert alapvetően szerény és megnyerő személyiség volt akinek a sikerei nem szültek irigységet vagy ellenségeskedést.
Miután elhagyta a St Paul's-t, Berlin jelentkezett az oxfordi Balliol College-ba, de egy kaotikus interjú után megtagadták a felvételét. Berlin úgy döntött, hogy ismét jelentkezik, csak egy másik college-ba: a Corpus Christi-be. Berlint ide felvették és megkezdte tanulmányait az oxfordi literae humaniores szakon. 1928-ban szerzett diplomát, a záróvizsgáin first-class Honours eredménnyel, és elnyerte a John Locke-díjat is a filozófiavizsgáin nyújtott teljesítményéért, amelyeken megelőzte A. J. Ayert. Ezt követően újabb diplomát szerzett Oxfordban filozófiából, politikából és közgazdaságtanból, és kevesebb mint egy évvel a kurzus megkezdése után ismét first-class minősítést szerzett. Kinevezték filozófia tutornak az oxfordi New College-ban, majd nem sokkal ezután az oxfordi All Souls College ösztöndíjasává választották, az első megtéretlen zsidóként, aki megkapta ezt az ösztöndíjat az All Souls-nál.
Még diákként összebarátkozott Ayerrel (akinek élethosszig tartó baráti riválisa volt), Stuart Hampshirerel, Richard Wollheimmel, Maurice Bowrával, Roy Beddingtonnal, Stephen Spenderrel, Inez Pearnnel, J. L. Austinnal és Nicolas Nabokovval . 1940-ben a Cambridge-i Egyetemen egy megbeszélésen, amelyen Ludwig Wittgenstein is részt vett, bemutatott egy filozófiai tanulmányt a mások elméjéről. Wittgenstein a vitában elutasította dolgozatának érvelését, de dicsérte Berlint intellektuális őszinteségéért és tisztességéért. Berlinnek élete hátralévő részében Oxfordban maradt, leszámítva azt az időszakot, amikor 1940 és 1942 között New Yorkban a British Information Servicesnél (BIS) dolgozott, később pedig 1946-ig a brit washingtoni és moszkvai nagykövetségen. Mielőtt 1940-ben átkelt az Atlanti-óceánon, Berlin Portugáliában pihent néhány napig. 1940. október 19. és 24. között Estorilban, a Hotel Palácioban tartózkodott. E szolgálat előtt azonban Berlint eltiltották a brit háborús erőfeszítésekben való részvételtől, mivel Lettországban született, és mert születéskor megsérült a bal karja. 1943 áprilisában bizalmas elemzést írt a amerikai szenátus külügyi bizottságának tagjairól a brit külügyminisztérium számára ; a kansasi Arthur Capper szenátort megbízható, higgadt, 78 éves, kukoricaövezetből származó reakciósként jellemezte, aki a közép-nyugati alulról szerveződő izolacionizmus hangja. Szolgálataiért megkapta a CBE-t az 1946-os újévi kitüntetésben . Az Anna Ahmatovával 1945 novemberében és 1946 januárjában Leningrádban történt találkozásai mindkettőjükre nagy hatást gyakoroltak, és komoly negatív következményei Ahmatovára nézve (aki költészetében megörökítette a találkozásokat). 

## Magánélet
1956-ban Berlin feleségül vette Aline Elisabeth Yvonne Halbant, született de Gunzbourg (1915–2014), Hans Halban atomfizikus egykori feleségét és a francia női golfbajnokság egykori győztesét. Egy párizsi, száműzött, félig orosz-arisztokrata, félig nemesített zsidó bankár- és olajmágnás családból származott (anyja Yvonne Deutsch de la Meurthe, Henri Deutsch de la Meurthe unokája volt).

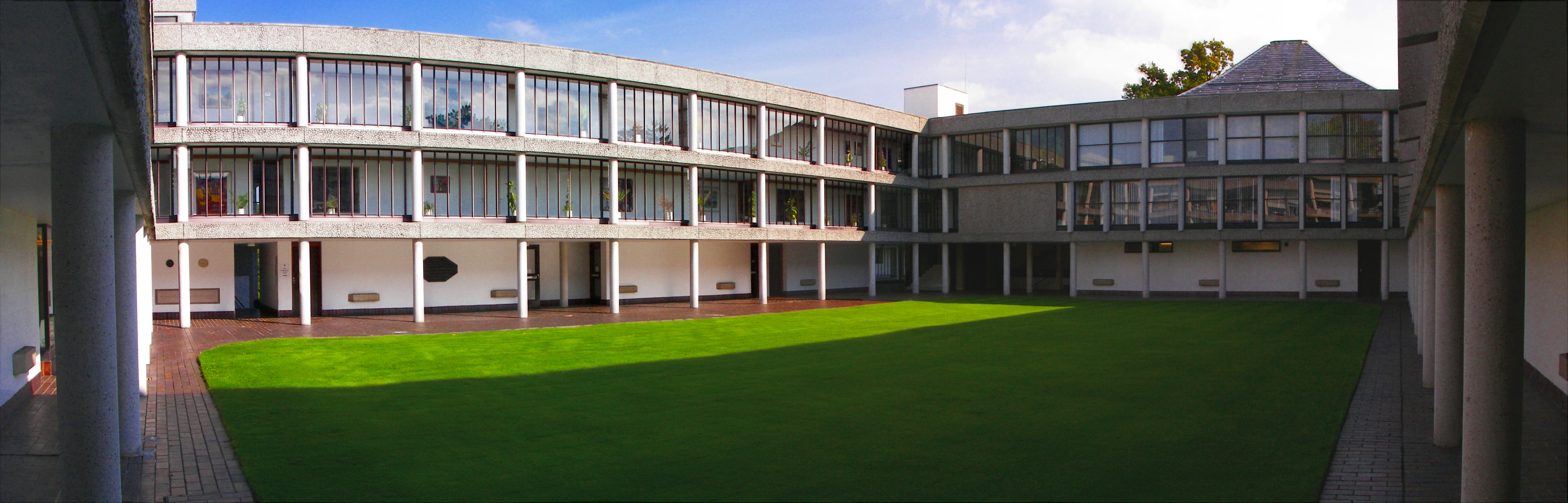
A Berlin Quadrangle, Wolfson College

1959-ben az Amerikai Művészeti és Tudományos Akadémia külföldi tiszteletbeli tagjává választották. Közreműködött az Oxfordi Egyetem új college-ának, a Wolfson College-nak az 1966-os megalapításában. A college-ot azért hozták létre, hogy kiemelkedő tudományos kutatóműhely legyen, amely – sok más oxfordi college-dzsel ellentétben – szintén erős egalitárius és demokratikus szellemiségen alapulna. Berlin tagja volt az Oxfordi Egyetemhez tartozó Rothermere Amerikai Intézet alapító tanácsának. Amint később kiderült, amikor Isaac Deutscher tudományos munkásságának értékelésére kérték fel, Isaiah Berlin az előléptetés ellen érvelt a jelölt mélységesen kommunistapárti harciassága miatt.
Berlin 1997. november 5-én halt meg Oxfordban, 88 évesen, a Wolvercote temetőben helyezték örök nyugalomra. Halálakor a The Independent nekrológja így írt róla: „félelmetes intellektuális erővel rendelkező ember volt, ritka tehetséggel az emberi motivációk, remények és félelmek széles skálájának megértésére, és csodálatos képessége volt az élet, az emberek élvezetére. minden változatosságukban, elképzeléseikben és sajátosságaikban, az irodalomban, a zenében és a művészetben." Ugyanez a kiadvány így méltatta a filozófust: „Isaiah Berlint gyakran szuperlatívuszokkal írták le, különösen idős korában: a világ legkiválóbb előadója, az évszázad legihletettebb olvasója, korunk egyik legnagyobb elméje. Kétségtelen, hogy több irányban is megmutatta, milyen váratlanul nagy lehetőségek nyílnak meg előttünk az emberi képességek felső határán.” A The New York Times címlapján így búcsúztatták: „Pazar élete volt, tele örömökkel – a gondolatok örömével, a zene örömével, a jó barátok örömével. . . . Munkásságának témája a szabadság és az emberi méltóság iránti aggodalma. . . . Sir Isaiah jólétet sugárzott."

## Gondolatai

### Előadásai és írásai
Berlin nem élvezte az írást, publikált műveit (beleértve esszéit és könyveit is) magnóra történő diktálással, vagy rögtönzött előadásainak hangfelvételről történő átírásával készítették. Beszédének lejegyzése gyakran megterhelte titkárait.  Ez a diktálási módszer még a leveleire is kiterjedt, amelyeket úgy állítottak elő, hogy egy Grundig magnóval beszélt, gyakran a barátaival egy időben, majd a titkára ezt nehézkesen leírta, időnként akaratlanul belekeverve a gondolatmenetekbe Berlin vicceit és nevetését. Az eredmény egy élettel teli és oda-vissza ugráló gondolati stílus, amely szó szerint tükrözte saját beszélgetéseit, és a fennkölt és igényes kifejezésmódot melyek a mindennapi beszédét jellemezték.

### "A szabadság két fogalma"
Berlin talán legismertebb gondolata „A szabadság két fogalma” című előadásából származik amelyet 1958-ban a társadalom- és politikaelmélet Chichele professzoraként tartott Oxfordban. A később esszéként megjelent előadás a politikai filozófia tanulmányozását újra bevezette az analitikus filozófia tárgyai közé. Berlin a „negatív szabadságot” úgy határozta meg, mint egy külső politikai szerv által a magánéletbe való erőszakos vagy kényszerítő jellegű beavatkozás hiányát, amelyet a szabadság hobbesi definíciójából vezetett le. A szabadság másik fogalma, a „pozitív szabadság” Berlin szerint úgy is felfogható, mint a személy önmaga felett való uralma, amely nem azt kérdezi, hogy mitől vagyunk szabadok, hanem azt, hogy mit tehetünk meg. Berlin azt állította, hogy a modern politikai gondolkodók gyakran összemossák a pozitív szabadságot a racionális cselekvéssel, amely olyan racionális tudáson alapul, amelyhez szerintük csak egy bizonyos elitnek vagy egy szűk társadalmi csoportnak van hozzáférése. Ez a racionalista érv azonban megnyitotta a lehetőségeket az egyén negatív szabadságát sértő politikai visszaélésekre, amikor a pozitív szabadság ilyen értelmezéseit a XIX. században a nacionalizmus, a paternalizmus, a társadalomtervezés, a historicizmus és az emberi sors feletti kollektív racionális kontroll legitimálására használták.

### Ellenfelvilágosodás
Berlin felvilágosodásról és kritikusairól szóló előadásai (különösen Giambattista Vico, Johann Gottfried Herder, Joseph de Maistre és Johann Georg Hamann, akiknek nézeteit Berlin ellenfelvilágosodásként emlegette) hozzájárultak ahhoz, hogy egy redukálhatatlanul pluralista ontológia- etika mellett álljon. Berlin A felvilágosodás három kritikájában amellett érvel, hogy Hamann volt az egyik első gondolkodó, aki az emberi megismerést nyelvként – a szimbólumok artikulációjaként és használataként – fogta fel. Berlin úgy vélte, hogy Hamann racionalista karteziánus tévedésnek ismerte fel azt az elképzelést, miszerint léteznek „egyértelmű és jól megkülönböztethető” eszmék, „amelyek egyfajta belső szemmel szemlélhetők”, nyelvhasználat nélkül – ezt a felismerést a XX. században Wittgenstein magánnyelvi érve jelentősen alátámasztotta . 

### Értékpluralizmus
Berlin számára az értékek az emberiség alkotásai, nem pedig a természet termékei, amelyek felfedezésre várnak. A történelem során más kultúrához való episztemikus és empatikus hozzáférésünk alapján úgy érvelt, hogy az emberiség természete olyan, hogy bizonyos értékek – például az egyéni szabadság fontossága – minden kultúrában értelmezhetőek lesznek, és ez az, amit objektív pluralizmus alatt értett. Berlin érvelése részben Wittgenstein későbbi nyelvelméletén alapult, amely azt állította, hogy a nyelvek kölcsönös lefordíthatósága az életformák hasonlóságán alapul, azzal a fordított következménnyel, hogy a más kultúrákhoz való episztemikus hozzáférésünk egy ontológiailag összefüggő értékstruktúrát von maga után. Az értékpluralizmusról szóló elemzésével azt a nézetet javasolta, hogy az erkölcsi értékek egyformán, vagy inkább összemérhetetlenül lehetnek érvényesek, de egyúttal összeegyeztethetetlenek, és ezért olyan módon kerülhetnek konfliktusba egymással, hogy az az egyes kontextusokra való hivatkozás nélkül semmilyen megoldást nem tesz lehetővé. Amikor az értékek ütköznek, nem biztos, hogy az egyik fontosabb a másiknál: egy ígéret betartása összeütközésbe kerülhet az igazságra való törekvéssel; a szabadság összeütközésbe kerülhet a társadalmi igazságossággal . Az erkölcsi konfliktusok „az emberi élet alapvető, eltávolíthatatlan elemei”. "Ezek az ütközések az értékrendekben határozzák meg a lényegét annak, hogy kik vagyunk mi és kik mások." Berlin számára az összemérhetetlen értékek összeütközése az egyéneken belül, nem kevésbé mint az egyének között, jelenti az emberi élet tragédiáját. Alan Brown azonban úgy érvvel, hogy Berlin figyelmen kívül hagyja azt a tényt, hogy az értékek összemérhetők abból a szempontból, hogy milyen mértékben járulnak hozzá az emberi jóléthez. 

### "A sündisznó és a róka"
"A sündisznó és a róka" cím, amely az ókori görög költő, Archilochus egy művére utal, Berlin egyik legnépszerűbb esszéje volt a nagyközönség körében, amelyet számos kiadásban újranyomtak. Az esszé címét adó kategóriákról Berlin egyszer azt mondta: „Soha nem gondoltam túl komolyan. Egyfajta élvezetes intellektuális játéknak szántam, de komolyan vették." 
Berlin ezen a hasonlaton azt értette, hogy az írókat és gondolkodókat két kategóriába osztja: sündisznókra, akik egyetlen meghatározó gondolat szemüvegén keresztül nézik a világot (például Platón ), és rókákra, akik sokféle tapasztalatból merítenek, és akik számára a világot nem lehet egyetlen gondolattal megmagyarázni (például William Shakespeare : "Több dolgok vannak földön és égen, Horatio, mintsem bölcselmetek álmodni képes". Hamlet 1,5 167–168).

### Pozitív szabadság
Berlin a „pozitív szabadság” egy olyan fogalmát népszerűsítette amely összekapcsolja ezt a szabadságfelfogást a részvételen alapuló, athéni típusú demokráciával. Van egy kontraszt a "negatív szabadsággal". Az angolszász liberalizmus hagyományában a negatív szabadságra helyezik a nagyobb hangsúlyt, ami a magánélet olyan terét jelenti, amelyből az állam jogilag ki van zárva. Ezzel szemben a francia liberálisok a francia forradalom óta gyakrabban támogatják a „pozitív szabadságot” – vagyis a szabadságot, amely abban a jogban ölt testet hogy az egyén részt vállalhat a kollektív célok meghatározásában. Dicsérik az államot, mint az emberek emancipációjának alapvető eszközét. 

### Egyéb munkái
Berlin „Történelmi sorsszerűség” című előadása (1954) egy történelemfilozófiai vitára összpontosított. Azt az ősi kérdést elemezve, hogy „a népek és társadalmak életét kivételes egyének befolyásolták-e döntően”, vagy éppen ellenkezőleg, bármi is történik, az emberi szándékokat figyelmen kívül hagyó, személytelen erők eredményeként történik, Berlin mindkét lehetőséget és magát a választást is elutasította sőt mi több magát a kérdést is értelmetlennek ítélte. Berlin szintén jól ismert az orosz szellemi életről szóló írásairól is, melyeknek többségét az Orosz gondolkodók (1978; 2. kiadás, 2008) c. kiadvány gyűjtötte össze, melyet, mint Berlin legtöbb munkáját, Henry Hard szerkesztett (e kötet esetében közösen Aileen Kelly-vel). Berlin emellett számos esszét írt korának vezető értelmiségieiről és politikai szereplőiről, köztük Winston Churchillről, Franklin Delano Rooseveltről és Chaim Weizmannról . E karaktervázlatok közül tizennyolc együtt jelent meg "Személyes benyomások" címmel (1980; 2. kiadás, négy további esszével, 1998; 3. kiadás, további tíz esszével, 2014). 

## Emlékezete
Számos megemlékező eseményt tartanak az Oxfordi Egyetemen, valamint több ösztöndíj is a nevét viseli, köztük a Wolfson Isaiah Berlin Clarendon ösztöndíj, az Isaiah Berlin vendégprofesszori cím és az éves Isaiah Berlin Lectures. Róla nevezték el az oxfordi Wolfson College-ben található Berlin Quadrangle-t. A lett Isaiah Berlin Egyesületet 2011-ben alapították, hogy népszerűsítse Sir Isaiah Berlin eszméit és értékeit, különösen azáltal, hogy évente megrendezett Isaiah Berlin-napot és előadásokat tart az emlékére. A Brit Akadémián 2001 óta tartják az Isaiah Berlin-előadássorozatot. Berlin személyes könyvtárának számos kötetét a Beér-Seva-i Negev Ben-Gurion Egyetemnek adományozta, ezek az Aranne Könyvtár gyűjteményének részét képezik. A könyvtár harmadik emeletén található Isaiah Berlin Room az oxfordi dolgozószobájának másolata. Alma materében, a St Paul's Schoolban róla elnevezett diáktársaság működik. A társaság neves kutatókat hív meg, hogy az élet fontos kérdéseiről adjanak elő, és válaszoljanak a diákok kérdéseire. Az elmúlt néhány év pár vendége: AC Grayling, Brad Hooker, Jonathan Dancy, John Cottingham, Tim Crane, Arif Ahmed, Hugh Mellor és David Papineau.

## Magyarul megjelent művei
- Négy esszé a szabadságról; utószó Dénes Iván Zoltán, ford. Erős Ferenc, Berényi Gábor; Európa, Budapest, 1990
- Az emberiség göcsörtös fája. Fejezetek a eszmék történetéből; szerk. Henry Hardy, ford. Pap Mária; Európa, Budapest, 1996

## Fordítás
Ez a szócikk részben vagy egészben  az   Isaiah Berlin című angol Wikipédia-szócikk ezen változatának fordításán alapul.  Az eredeti cikk szerkesztőit annak laptörténete sorolja fel. Ez a jelzés csupán a megfogalmazás eredetét és a szerzői jogokat jelzi, nem szolgál a cikkben szereplő információk forrásmegjelöléseként.